# 卡莱尔沃·劳哈拉
卡莱尔沃·劳哈拉（芬蘭語：Kalervo Rauhala，1930年10月19日—2016年9月21日），芬兰男子摔跤运动员。他曾代表芬兰参加1952年夏季奥林匹克运动会摔跤比赛，获得男子古典式中量级银牌。